# HD 39963
HD 39963，又名CP-64 486，SAO 249376、HR 2073，是一颗恒星，视星等为6.36，位于銀經273.46，銀緯-30.72，其B1900.0坐标为赤經5h 50m 50.2s，赤緯-64° -30.72′ 20″。